# 孔福朗区
孔福朗区（法語：Arrondissement de Confolens）是法国新阿基坦大区夏朗德省的一个区。该区在2017年1月夏朗德省的区重组之后辖有141个市镇 。 